# Vera Witte
Veronica (Vera) Agatha Maria Witte (Harlingen, 24 december 1918 – Leeuwarden, 28 november 1994) was een Friese schrijfster van Nederlandstalige kindergedichten, verhalen en operette- en toneelstukken, schrijfster van leerboeken voor de lagere school en onderwijzeres te Franeker.

## Levensloop

### Jeugd in Friesland
Vera Witte is het negende kind uit het gezin van 13 kinderen van Jan Ypeus Witte (Harlingen 4 januari 1881 – Franeker, 25 november 1963) en Christina Maria Woltring (IJsselstein, 3 augustus 1884 – Franeker, 4 januari 1967). Haar vader was meubelmaker en stoffeerder. Met zijn broer Henri Witte was hij eigenaar van een manufacturenzaak in Harlingen. Later breidde de zaak zich uit en begonnen zij met hun zoons een gelijksoortige zaak in Franeker. Vera Witte ging in Harlingen naar de R.K. Meisjesschool St. Anna. Daarna bezocht zij de Katholieke ULO van de Zusters Franciscanessen van Bennebroek in Harlingen.

### Studie in Den Haag
Na de 2e klas van de ULO ging Vera Witte rond 1932 naar Den Haag. Zij woonde daar bij een oom en tante. Na de ULO is ze daar naar de Kweekschool gegaan. Oom en tante waren kinderloos. Zij hebben Vera in contact gebracht met een groot aantal mensen met vaak heel verschillende achtergrond. Een invalide meisje, met wie zij zeer goed overweg kon, kwam inwonen en verder had ze veel vriendinnen, waarmee zij haar hele leven contact heeft gehouden. Uit de contacten in Den Haag kwam het volgen van muzieklessen voort.

### Tweede Wereldoorlog
In 1936 was haar familie als gevolg van de crisis van Harlingen naar Franeker verhuisd. In 1942 kwam Vera Witte terug naar Franeker. Omdat elders in het land hongersnood optrad, kwamen er vooral in 1944 veel mensen naar het voedselrijke Friesland. Haar oom en tante hielden in Den Haag de bonnen van Vera Witte en konden daardoor wat makkelijker leven.
Vera Witte solliciteerde in 1942 bij de R.K. St. Josephschool, een school voor meisjes in Franeker; in 1967 werd dat R.K. Lagere School Johannes XXIII. Die school werd na haar vertrek de R.K. basisschool “De Kabas” behorende tot de stichting RK-vereniging ‘Eén Cents Schoolpenning’. De sollicitatiecommissie kwam er niet uit. Pastoor Maximinus Albada Jelgersma, die vlootaalmoezenier was geweest en altijd in voor muziek en feesten, vroeg of Vera iets wilde zingen. Ze werd meteen aangenomen.

### Naoorlogse periode
Vera Witte bleef haar verdere leven in Franeker wonen. In de loop van de jaren verlieten de meeste broers en zussen het ouderlijk huis. Ook na het overlijden van haar ouders bleef zij met een zus en een broer daar wonen, totdat zij zelf overleed. Haar zus Trees Witte verzorgde de huishouding en was zeer creatief. Zij maakte na haar 65ste wandkleden, beeldjes en schalen. Trees Witte maakte het Vera Witte mogelijk, dat ze zoveel mogelijk haar eigen activiteiten vorm kon geven.

## Schoolwerk
Voor de lagere school ging Vera Witte voor haar leerlingen gedichten, toneelstukken en operettes schrijven. Op school hield ze zich ook geregeld bezig met muzikale vorming en het geven van lessen in dramatische expressie. Vaak kwamen haar leerlingen haar zowel ’s ochtends als ’s middags van huis ophalen. Een teken dat ze onder haar leerlingen werd gewaardeerd. 
Naast haar schoolwerk schreef Vera Witte toneelstukken voor de toneelvereniging “de Bonte Club“ in Franeker. Thuis gaf ze muziekles voor kinderen, waarbij haar zus Trees voor de pianobegeleiding zorgde. Ze volgde, tot de verschijnselen van Parkinson zich sterker lieten gelden, zangles bij de zangpedagoog Yauk Cuperus in Leeuwarden en bij Adi le Gué in Franeker. Vera Witte trad ook als zangeres op.

## Schrijfwerk
Van jongs af aan was Vera Witte verslaafd aan het lezen van boeken. Overal in huis waar ze zich kon verstoppen, had ze boekjes liggen, zodat ze zich dan niet hoefde te vervelen. Al jong begon zij zich te interesseren voor gedichten van Guido Gezelle, Martinus Nijhoff, Gerrit Achterberg en Ed Hoornik. Het werk van Daan Zonderland (Daan van der Vat) en Annie M.G. Schmidt hebben haar het meeste vreugde gegeven. Dat laatste is in haar werk terug te vinden.
In het verlengde van haar werkzaamheden op school scheef zij voor kinderen gedichten, (Bijbelse) verhalen, operette- en toneelstukken. Veel werk van Vera Witte is heel vrolijk van aard en geheel op kinderen gericht. In haar werk kregen personen en dieren een heel creatieve naam en werden altijd in gekke posities opgevoerd.
Haar ruim meer dan 1100 gedichten, 230 verhalen en 30 operette- en toneelstukken verschenen in verschillende periodieken.
Ongeveer 600 gedichten en verhalen zijn wekelijks verschenen in Dagblad De Tijd/De Tijd-Maasbode in de periode van 31 augustus 1957 tot en met 25 augustus 1973, met een onderbreking in de jaren 1963-1966. Deze zijn te vinden via: Tevens zijn haar gedichten aangetroffen in De Volkskrant, de Nieuwe Schiedamsche Courant en in Amigoe di Curaçao. 
Ruim 450 van haar gedichten en verhalen verschenen in De Stad Gods, een uitgave van de Zusters van Augustinessen van Sint Monica in de periode van oktober 1976 tot en met juli 2016. 
Haar gedichten en verhalen verschenen ook in boekvorm. Veelal bestonden de uitgaven geheel uit haar werk, soms was haar werk opgenomen met werk van derden. Bij illustraties van Kees de Kort schreef zij korte Bijbelverhalen, welke uitgaven ook in het Duits, Engels, Frans, Spaans, Deens en het Koreaans zijn verschenen.
Ze vertaalde een serie kinderboeken vanuit het Engels. Later ging Vera Witte les- en leesmethoden voor de lagere school schrijven, waaronder een boek voor het declameren van gedichten en het opvoeren van toneelstukken.
Ook in de laatste periode van haar leven, toen ze leed aan Parkinson, bleef zij gedichten schrijven.

## Eerbewijzen
In februari 1957 ontving ze de 1e en 2e prijs in de afdeling gedichten door de Stichting Commissie voor Woordkunst te Hilversum. In december 1958 kreeg ze de aanmoedigingsprijs voor verhalend proza van de stichting “Ons Leekenspel” te Bussum Daarna heeft ze vele andere prijzen in ontvangst mogen nemen. Op het moment van toekenning vond ze dat mooi, maar het bepaalde haar leven niet.

## Uitgaven
Haar boeken voor het onderwijs verschenen bij Uitgeverij Zwijsen in Tilburg, waar ook andere uitgaven van haar werden uitgebracht.
Bij Uitgeverij "Ons Jeugdtoneel" Alkmaar, nu Toneeluitgeverij Vink in Alkmaar, verschenen operettes, die ze schreef met haar zus Theresia (Trees) Hiske Maria Witte (Harlingen, 7 december 1907 – Leeuwarden, 29 november 2004).
Bij Uitgeversmaatschappij `De Eekhoorn` te Harderwijk verschenen in 1983/1984 onder begeleiding van Uitgeverij Wever in Franeker drie boeken met kindergedichten en een kinderverhaal.
Verhalen en gedichten verschenen in de jeugdbladen Okki, Taptoe, de Engelbewaarder en De Kleine Troubadour in de periode van 1954 tot en  met 1967.
Voorts zijn er kinderverhalen van haar verschenen in het damesweekblad Beatrijs in de periode 1953 tot en met 1956.
Op de website van WorldCat staan op naam van Vera Witte ca. 60 verschenen uitgaven. Een aantal uitgaven staan ten onrecht op haar naam.